# Christian Gottlieb Fechhelm
Christian Gottlieb Fechhelm (* 1732 in Dresden; † 1816 ebenda) war ein deutscher Porträt- und Historienmaler.

## Leben und Werke
Sein erster Lehrer war sein älterer Bruder Carl Friedrich Fechhelm.
Danach studierte er an der Kunstakademie Dresden, wo Ismael Mengs, Adam Manyoki und Charles Hutin ihn in Portraitmalerei und danach im Miniaturzeichnen unterrichteten.
Anfang der 1770er Jahre beauftragte ihn Kaiserin Maria Theresia, von allen Generälen der Wiener Militärschule Porträts zu erstellen.
Sein Sohn Carl Christian (1770–1826) wurde ebenfalls Maler.